# Copa Hopman de 1989
A Copa Hopman de 1989 foi a 1ª edição do torneio entre países do tênis em mistas, organizada pela Federação Internacional de Tênis.
Miloslav Mečíř e Helena Suková, da então Checoslováquia, bateram o o time australiano de Hana Mandlíková e Pat Cash na final.

## Times

### Cabeças de chave
1.  Checoslováquia – Helena Suková e Miloslav Mečíř (Campeões)
2.  Austrália – Pat Cash e Hana Mandlíková (Finalistas)
3.  Alemanha Ocidental - Steffi Graf e Patrik Kühnen (Semifinalistas)
4.  Suécia – Catarina Lindqvist e Mikael Pernfors (Semifinalistas)

### Não cabeças de chave
- França – Pascale Paradis e Thierry Tulasne (1R)
- Grã-Bretanha – Sarah Loosemore e Jeremy Bates (1R)
- Japão – Masako Yanagi e Shuzo Matsuoka (1R)
- Iugoslávia – Karmen Skulj e Slobodan Živojinović (1R)

## Chave
|  |               |                    |               |           |   |                    |                |            |  |  |       |       |       |
|  | Primeira fase | Primeira fase      | Primeira fase |           |   | Semifinais         | Semifinais     | Semifinais |  |  | Final | Final | Final |
|  | Primeira fase | Primeira fase      | Primeira fase |           |   | Semifinais         | Semifinais     | Semifinais |  |  | Final | Final | Final |
|  |               |                    |               |           |   |                    |                |            |  |  |       |       |       |
|  |               |                    |               |           |   |                    |                |            |  |  |       |       |       |
|  | 1             | Checoslováquia     | 2             |           |   |                    |                |            |  |  |       |       |       |
|  | 1             | Checoslováquia     | 2             |           |   |                    |                |            |  |  |       |       |       |
|  |               | Japão              | 1             |           |   |                    |                |            |  |  |       |       |       |
|  |               | Japão              | 1             |           | 1 | Checoslováquia     | 2              |            |  |  |       |       |       |
|  |               |                    |               |           | 1 | Checoslováquia     | 2              |            |  |  |       |       |       |
|  |               |                    | 4             | Suécia    | 1 |                    |                |            |  |  |       |       |       |
|  |               | Iugoslávia         | 4             | Suécia    | 1 | 0                  |                |            |  |  |       |       |       |
|  |               | Iugoslávia         |               |           |   |                    |                |            |  |  |       |       |       |
|  | 4             | Suécia             | 3             |           |   |                    |                |            |  |  |       |       |       |
|  | 4             | Suécia             | 3             |           |   | 1                  | Checoslováquia | 2          |  |  |       |       |       |
|  |               |                    |               |           |   |                    |                |            |  |  |       |       |       |
|  |               |                    | 2             | Austrália | 0 |                    |                |            |  |  |       |       |       |
|  | 3             | Alemanha Ocidental | 2             | Austrália | 0 | 3                  |                |            |  |  |       |       |       |
|  | 3             | Alemanha Ocidental |               |           |   |                    |                |            |  |  |       |       |       |
|  |               | França             | 0             |           |   |                    |                |            |  |  |       |       |       |
|  |               | França             | 0             |           | 3 | Alemanha Ocidental | 1              |            |  |  |       |       |       |
|  |               |                    |               |           | 3 | Alemanha Ocidental | 1              |            |  |  |       |       |       |
|  |               |                    | 2             | Austrália | 2 |                    |                |            |  |  |       |       |       |
|  |               | Grã-Bretanha       | 2             | Austrália | 2 | 1                  |                |            |  |  |       |       |       |
|  |               | Grã-Bretanha       |               |           |   |                    |                |            |  |  |       |       |       |
|  | 2             | Austrália          | 2             |           |   |                    |                |            |  |  |       |       |       |
|  | 2             | Austrália          | 2             |           |   |                    |                |            |  |  |       |       |       |

## Final

### Checoslováquia vs. Austrália
| Checoslováquia 2 | Burswood Entertainment Complex, Perth 1 de Janeiro de 1989 Duro (indoors) | Burswood Entertainment Complex, Perth 1 de Janeiro de 1989 Duro (indoors) | Austrália 0 |     |   |            |
| \| \| \| \| 1 \| 2 \| 3 \| \| \| - \| \| --------------------------------------------------------- \| --- \| --- \| - \| ---------- \| \| 1 \| \| Helena Suková Hana Mandlíková \| 6 4 \| 6 3 \| \| \| \| 2 \| \| Miloslav Mečíř Pat Cash \| \| \| \| não jogado \| \| 3 \| \| Helena Suková / Miloslav Mečíř Hana Mandlíková / Pat Cash \| 6 2 \| 6 4 \| \| \| |                                                                           |                                                                           |             |     |   |            |
| |                                                                           |                                                                           | 1           | 2   | 3 |            |
| 1 | Checoslováquia · Austrália                                                | Helena Suková Hana Mandlíková                                             | 6 4         | 6 3 |   |            |
| 2 | Checoslováquia · Austrália                                                | Miloslav Mečíř Pat Cash                                                   |             |     |   | não jogado |
| 3 | Checoslováquia · Austrália                                                | Helena Suková / Miloslav Mečíř Hana Mandlíková / Pat Cash                 | 6 2         | 6 4 |   |            |